# Hans Leemann-Geymüller
Hans Leemann-Geymüller (* 2. November 1882 in Zürich; † 20. Oktober 1967 in Basel) war ein Schweizer Chemiker und u. a. Verwaltungsratspräsident der Sandoz AG.

## Leben und Werk
Hans Leemann studierte an der ETH Zürich und promovierte 1908 an der Universität Zürich. Auf Empfehlung des damaligen Schulratspräsidenten Robert Gnehm trat Leemann in die Sandoz AG. ein. 

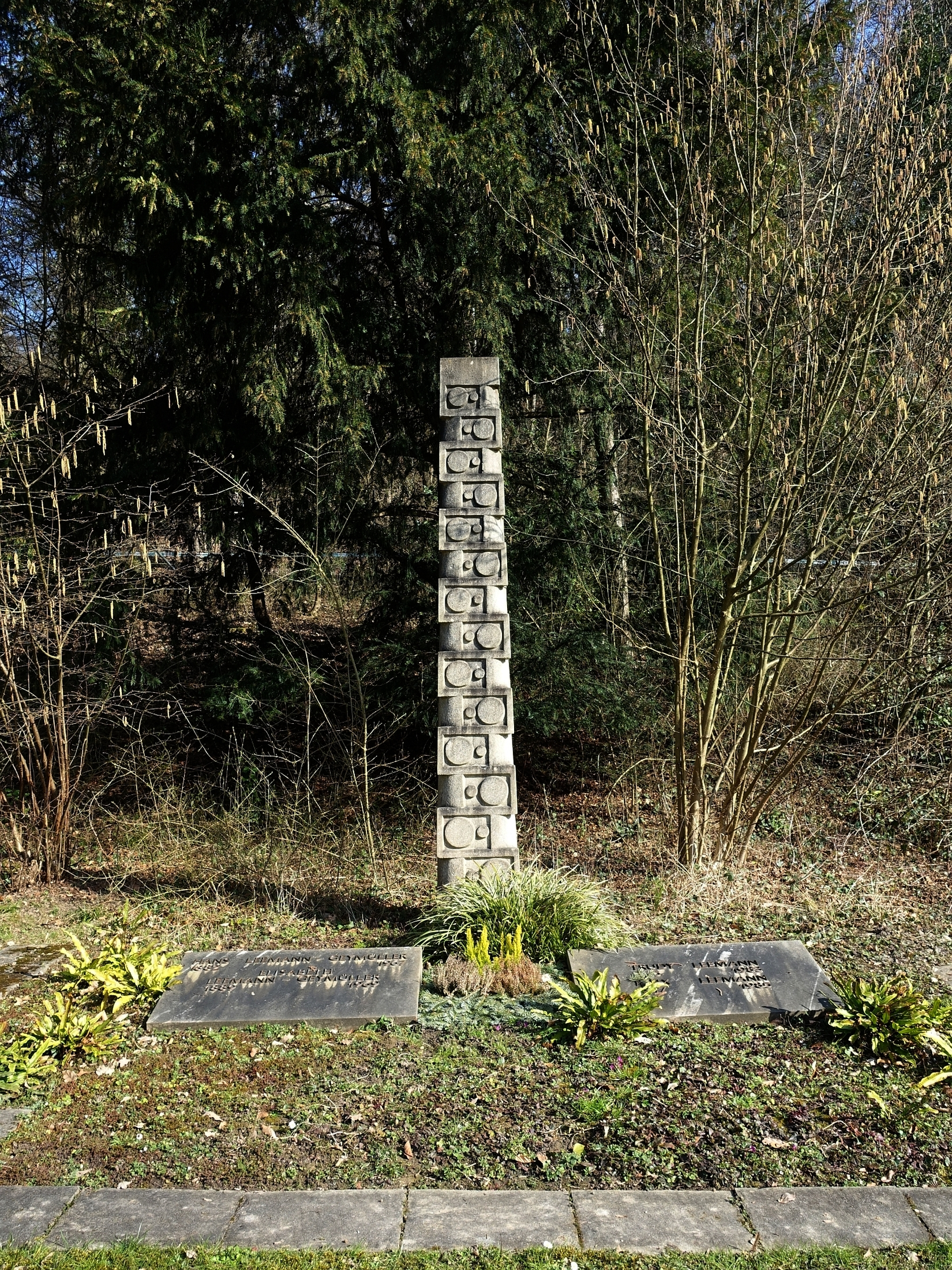
Familiengrab auf dem Friedhof am Hörnli

Als Chemiker und Leiter der Farbstoffabteilung hatte er massgeblich an der Entwicklung des Unternehmens mitgewirkt. 1923 wurde er in die Direktion der Sandoz AG berufen. Ab 1932 war er im Verwaltungsrat und deren Delegierter. 1934 erfolgte seine Wahl zum Vizepräsidenten des Verwaltungsrats. Als der Verwaltungsratspräsident Aurèle Sandoz 1951 seinen Rücktritt gab, wurde Leemann einstimmig als sein Nachfolger gewählt. Ein grosser Teil seiner Tätigkeit galt der Erneuerung der Fabriklokalitäten. Zudem wurden auf seine Initiative hin Ferienhäuser für die Angestellten im Engadin erstellt.
Leemann war lange Zeit Mitglied des geschäftsleitenden Ausschusses im Vorstand des Zentralverbands Schweizerischer Arbeitgeber-Organisation. Zudem war er Mitglied des Büro und Vorstands des Basler Volkswirtschaftsbunds, den er von 1939 bis 1948 präsidierte.
Als Präsident des Verbands Basler Chemischer Industrieller erwarb er sich grosse Verdienste beim Zustandekommen des ersten Gesamtarbeitsvertrags zwischen dem Verband und den Arbeitnehmerverbänden. Leemann war zudem lange Jahre Vizepräsident im Vorstand der Schweizerischen Gesellschaft für Chemische Industrie. Diese ernannte ihn 1953 zum Ehrenmitglied.
Die ETH Zürich verlieh Leemann in Anerkennung seiner wissenschaftlichen und technischen Verdienste zu seinem 60. Geburtstag den Ehrendoktor der technischen Wissenschaften. Die Schweizerische Akademie der Medizinischen Wissenschaften ernannte ihn 1963 zu ihrem Ehrenmitglied.
Leemann war mit Elisabeth Leemann-Geymüller (1889–1969) verheiratet. Zusammen hatten sie einen Sohn und eine Tochter. Er sammelte Kunstwerke u. a. von Ferdinand Hodler, Albert Anker, Robert Zünd, Camille Pissarro. Zudem waren seine Sammlungen von Schweizer Briefmarken weit über die Landesgrenze bekannt.
Hans Leemann-Geymüller fand seine letzte Ruhestätte auf dem Friedhof am Hörnli. Die Grabstele schuf der Bildhauer Peter Moilliet.